# بيتشاي سايوتا
بيتشاي سايوتا (بالتايلندية: พิชัย สายโยธา) (مواليد 24 ديسمبر 1979) هو ملاكم تايلاندي، مثّل بلاده في الألعاب الأولمبية الصيفية 2008.

## روابط خارجية
بيتشاي سايوتا على موقع أوليمبيديا (الإنجليزية)